# Édouard Leveau
Pour les articles homonymes, voir Leveau.
Édouard Leveau, né le 22 septembre 1933 à Dieppe et mort le 26 mars 2016 au même endroit, était un homme politique français, maire de Dieppe (de 2001 à 2008), conseiller général de Dieppe-Ouest (1989-2002), conseiller régional de Haute Normandie (1992-1993) et député de la Seine-Maritime (1993 à 1997 ; 2002 à 2007).

## Biographie

### Origines et études
Originaire d'une vieille famille normande, il est le fils d'Edmond Leveau (1906-1968) et de Catherine Mouquet et le petit-fils d'Edmond Leveau (1876-1945), un armateur fondateur de l'armement familial, et de Marie Leveau, née Drony (1879-1943).
Édouard Leveau fait sa scolarité à Dieppe et poursuit des études d’ingénieur en électromécanique à Paris. Il revient ensuite à Dieppe pour naviguer à bord des chalutiers des entreprises Leveau.

### Un armateur normand
À la mort de son père en 1968, Édouard Leveau reprend l'armement familial dieppois. Le siège social de la compagnie Leveau était situé rue du Bœuf. Il fait construire trois bateaux de pêche en association avec deux armateurs de Boulogne ainsi qu'un quatrième en 1973. En 1981, il fait transformer l'un de ses bateaux en chalutier-surgélateur et se lance dans l'activité de la pêche industrielle. Il arme encore trois autres navires construits aux Ateliers et chantiers de la Manche à Dieppe.
Le 21 février 1986, le chalutier Snekkar Arctic (lancé en 1984) appartenant à une copropriété à laquelle appartient minoritairement l'armement Leveau, coule au large de l'Écosse. Dix-huit marins disparaissent en mer. Sont alors mis en cause les combinaisons de survie non testées par l'équipage. À l'issue du procès judiciaire qui s'ensuit, l'armateur est lavé de toute accusation.
À la suite de quotas sur la pêche imposés par le Parlement européen, l'entreprise familiale fondée dans les années 1920 par le grand-père d'Édouard, Edmond Leveau, et qui employait 33 personnes est mise en liquidation judiciaire en mai 2004.
En juin 2007, le Conseil d'État donne raison à Édouard Leveau dans le litige qui l'opposait à l’État sur la répartition des quotas de pêche, confirmant les décisions du tribunal administratif de Lille et de la cour administrative d'appel de Douai, annulant ainsi pour excès de pouvoir six arrêtés du ministre chargé de la pêche maritime, portant sur la répartition des quotas de capture de cabillauds ou d’églefins attribués à la France pour les années 1994, 1996, 1997 et 1998 dans la zone économique exclusive de la Norvège et du Spitzberg. L'indemnisation attendue, estimée à 23 millions d'euros par l'ancien armateur, pourrait relancer l'activité d'une nouvelle société d'armement à la suite de la mise en liquidation judiciaire de l'entreprise familiale.

### Un homme politique
En 1981, Édouard Leveau adhère au RPR de Jacques Chirac.
En 1983, il est candidat en position non éligible sur la liste d'opposition aux élections municipales à Dieppe contre le maire communiste Irénée Bourgois. En 1985, il entre au conseil municipal de Dieppe à la suite de désistements de conseillers municipaux d'opposition.
En 1988, il préside le comité dieppois de soutien à la candidature de Jacques Chirac pour la Présidence de la République. En juin, il est candidat RPR aux élections législatives face au socialiste sortant Jean Beaufils lequel est réélu avec 59 % des suffrages au second tour. Aux élections cantonales qui suivent, Édouard Leveau obtient 44,84 % des voix et est battu par le conseiller général sortant et maire de Dieppe, Irénée Bourgois.
En mars 1989, Édouard Leveau est tête de liste RPR-UDF lors des élections municipales à Dieppe. Il obtient 43 % des voix au second tour.
À la suite de la mort d'Irénée Bourgois en juillet 1989, une nouvelle élection cantonale est organisée. Édouard Leveau se porte de nouveau candidat et est élu conseiller général RPR du canton de Dieppe-Ouest qu'il enlève au parti communiste avec un peu plus de 50 % des voix.
En 1992, il est élu conseiller régional.
En mars 1993, il obtient 53,5 % des voix lors des élections législatives et est élu député RPR de la 11e circonscription de la Seine-Maritime (Dieppe) et évince le socialiste Jean Beaufils.
En 1995, bien que donné d'abord gagnant par les premiers dépouillements des urnes, il manque de 80 voix d'emporter la mairie de Dieppe. Il dépose alors un recours pour fraude électorale devant le conseil constitutionnel. L'élection est annulée. Une nouvelle élection municipale est alors organisée en janvier 1996 mais il est cette fois-ci battu de 1500 voix par le maire sortant PCF, Christian Cuvilliez, dans un contexte national tendu qui suit de peu les grèves massives de décembre 1995 contre la réforme des retraites du premier ministre Alain Juppé.
En 1997, il est battu aux élections législatives par Christian Cuvilliez, le maire communiste de Dieppe.

#### Maire et député de Dieppe
En 2001, bien que cette fois donné perdant au premier tour dans les sondages, il est finalement élu maire de Dieppe contre Christian Cuvilliez et met un terme à 30 ans de gestion municipale d'union de la gauche. Élu avec 53 % des suffrages, Édouard Leveau devient le premier maire de droite depuis 1971 dans une ville qui connaît une forte tradition syndicaliste, en raison du fait que de nombreux Dieppois, notamment ceux des quartiers du Pollet, du Val Druel et de Neuville, sont soit des pêcheurs, soit des ouvriers d'origine modeste. La ville connaît également depuis longtemps un chômage endémique et une très forte pression fiscale. Quelques mois plus tard, il est réélu conseiller général du canton de Dieppe-Ouest avec 56 % des voix.

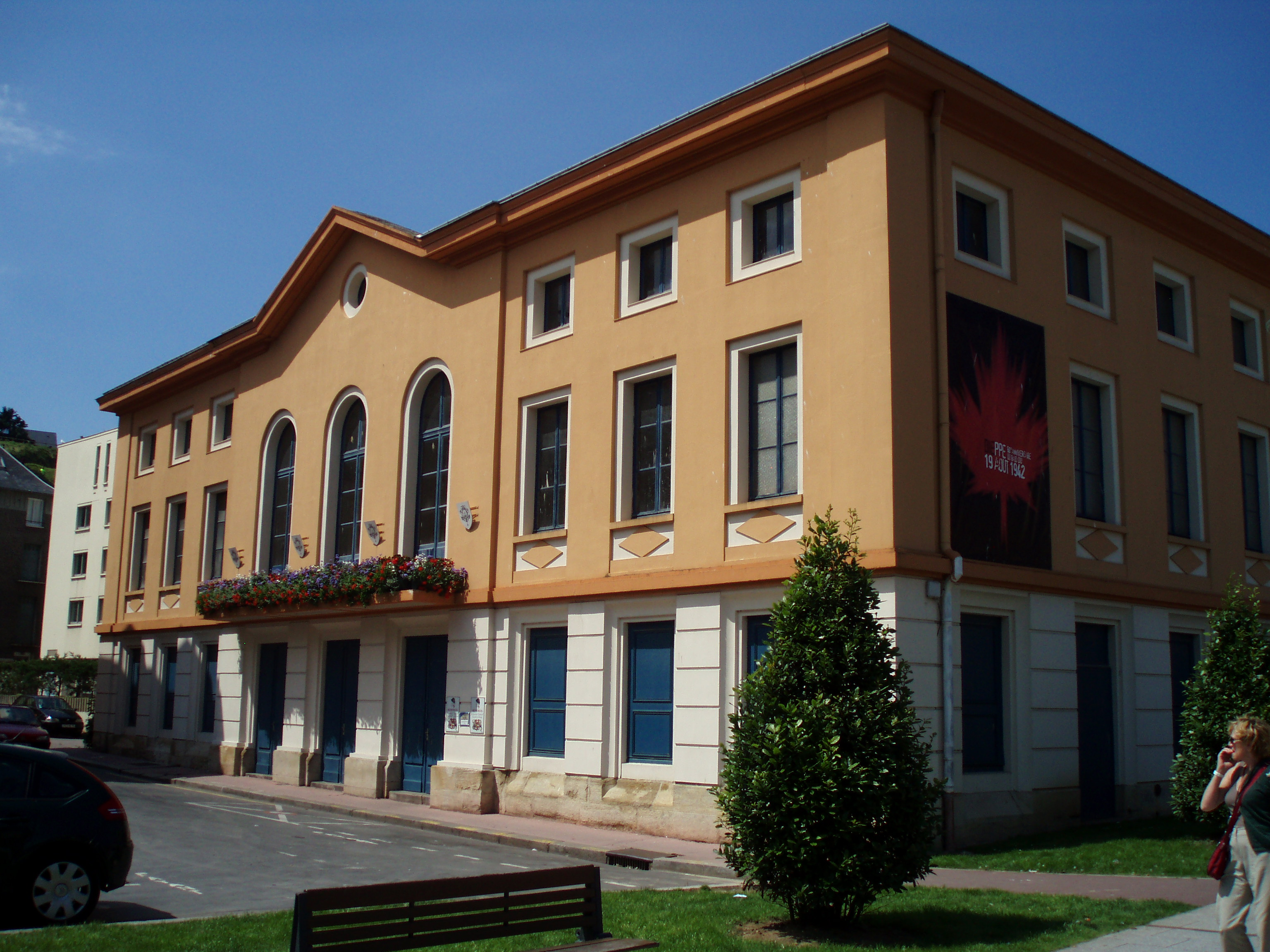
Le théâtre municipal de Dieppe. Repeint et rouvert sous l'impulsion d'Édouard Leveau pour abriter temporairement un musée sur le débarquement canadien de 1942 avant la concrétisation d'un projet d'ensemble de restauration.

Le 16 juin 2002, lors des élections législatives pour la XIIe législature (2002-2007), il est élu, pour la seconde fois non consécutive, député UMP de la 11e circonscription de la Seine-Maritime (Dieppe) et bat une nouvelle fois Christian Cuvilliez.
Bien qu'affaibli par des problèmes de santé dès le début de son mandat, les deux premières années sont marquées par une tentative de redressement des finances de la ville. D'emblée, pour marquer l'alternance avec la politique culturelle et urbaine de l'ancienne municipalité, sa première mesure symbolique est de rouvrir le petit théâtre municipal (une partie de l'intérieur du bâtiment, fermé au public depuis 1962, est classée monument historique) afin d'y accueillir à titre provisoire un musée consacré au débarquement canadien de 1942.
La ville intègre la communauté d'agglomération Dieppe maritime qui regroupe 16 communes autour de la ville centre.

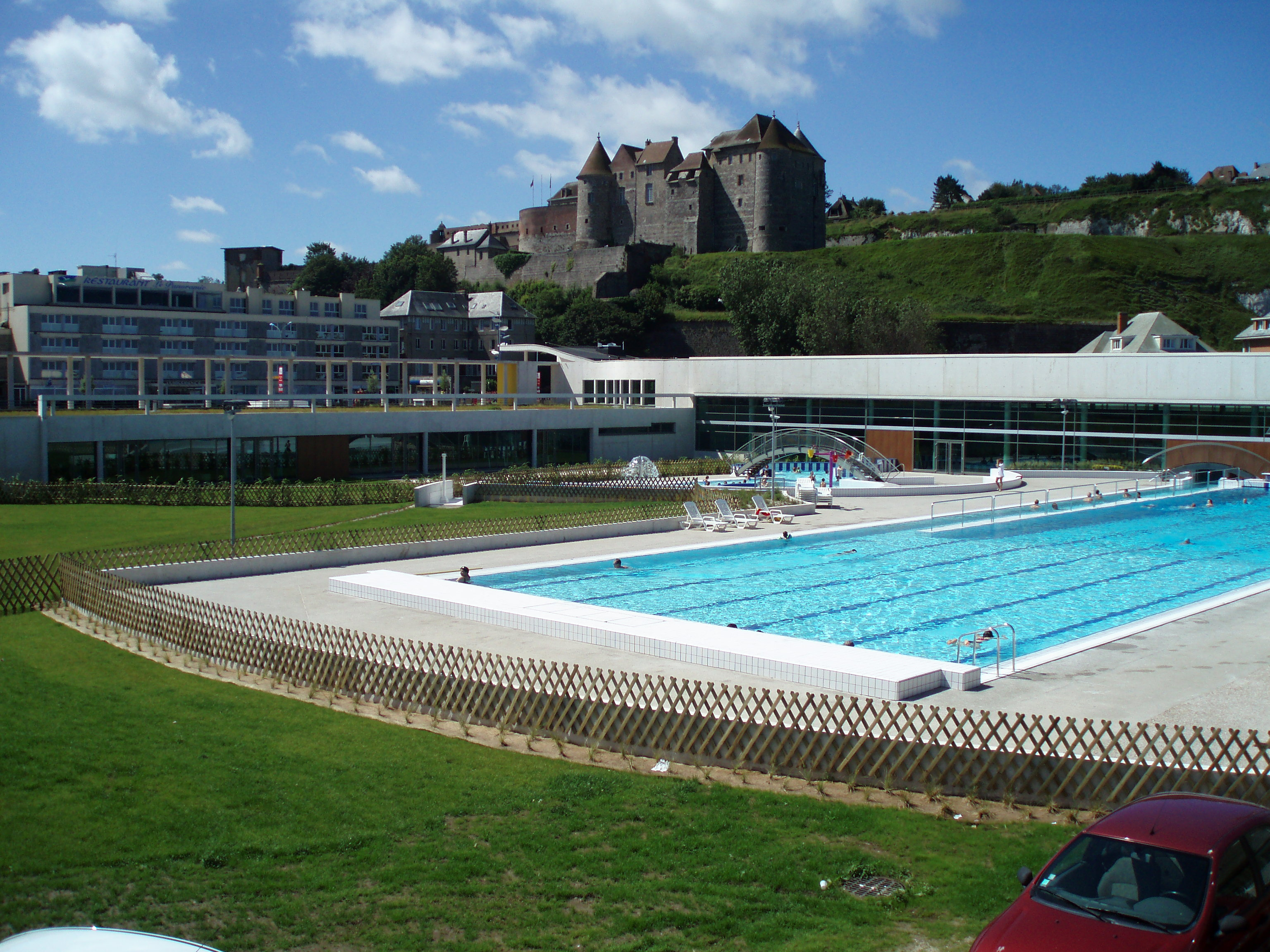
Le nouveau complexe balnéaire, symbole des réalisations de la mandature d'Édouard Leveau, inauguré en 2007 sur le front de mer.

L'année 2003 marque le déclenchement d'une politique de nouveaux investissements marqué par de nouveaux projets urbains. Ainsi, tournant le dos à 30 ans de politique locale fondée principalement sur l'activité portuaire, Édouard Leveau choisit le tourisme comme principal moteur du développement économique de la ville. Ainsi, en 2004, il relance et fait aboutir un nouveau complexe de station balnéaire, comprenant thalassothérapie, restaurant, salle de congrès, parking souterrain et plus de 1 600 m2 de bassins ludiques, inauguré en 2007 sur la façade maritime.
Il fait également rénover le centre-ville (pavements, logements) et lance dans le quartier du Val d’Arquet, situé sur le territoire de Neuville-lès-Dieppe, un programme de construction de 160 « logements vert » favorisant le recours aux énergies renouvelables et la récupération de l'eau de pluie afin de protéger l'environnement.
Dès septembre 2002, contre l'avis de la majorité départementale UMP et de plusieurs membres de sa propre liste, Édouard Leveau fait présenter sa femme, Annick, au poste de conseiller général du canton de Dieppe-Ouest qu'il vient de lâcher après son élection de député. Mais la candidate est battue de justesse par le jeune candidat communiste Sébastien Jumel, activement soutenu par Christian Cuvilliez. Ce résultat est perçu non seulement comme un rejet de la personnalité de madame Leveau mais aussi comme un avertissement à moindre frais au maire et à ses proches contre leurs tentations autoritaires vis-à-vis de leur propre majorité municipale.
Cette crise de la droite dieppoise conduira à quelques démissions et à des renonciations au sein de l'équipe municipale alors qu'Édouard Leveau quitte le groupe parlementaire UMP et s'apparente au CNI (le Parlement a imposé des quotas sur la pêche qui vont conduire à la liquidation judiciaire de l'entreprise familiale d'Édouard Leveau).
C'est dans ce contexte qu'en mars 2004, la candidate du Parti socialiste Sandrine Hurel enlève à la droite le canton de Dieppe-Est, pourtant considéré jusque-là comme un bastion conservateur.
En mai 2004, le tribunal de commerce de Dieppe prononce la liquidation judiciaire de l'armement Leveau.
Le 29 mai 2005, les électeurs de la ville de Dieppe votent à 68,23 % contre le projet d'un Traité établissant une constitution pour l'Europe.
En 2006, Édouard Leveau est l'un des 15 032 signataires de la pétition des maires contre le mariage homosexuel. Durant cette année, les démissions s'enchaînent au sein du conseil municipal compromettant les chances de réélection du maire ou d'élection de son adjoint UMP Jean Bazin.
En 2007, l'introduction de places de parking payant sur le front de mer et la suppression de places gratuites afin d'endiguer la pollution, le comportement incivique de certains conducteurs et le trafic automobile sont cependant mal acceptés par une partie de ses administrés, notamment par certains commerçants de la grande rue et les membres locaux du réseau ATTAC bien que, avec 800 places gratuites, le front de mer demeure le plus grand parking gratuit de la Côte d’Albâtre.
En juin, candidat (CNI) aux élections législatives sur la XIe circonscription, Édouard Leveau est battu dès le premier tour n'obtenant que 5,55 % des voix contre 34,63 % à Jean Bazin (UMP), 22,06 % à Sandrine Hurel (PS), 20 % à Sébastien Jumel (PCF) et 6,90 % à Blandine Lefebvre (MoDem). Sur la ville de Dieppe il atteint 7,63 % des voix, alors que son ex-adjoint Jean Bazin obtenait 31 %.
En janvier 2008, il annonce qu'il ne sollicitera pas de nouveau mandat alors que Jean Bazin obtenait l'investiture de l'UMP et du Nouveau Centre ainsi que le soutien du MoDem.

### Vie privée
Il était marié et père de famille.

## Distinctions honorifiques
Chevalier de la Légion d'honneur